# Попелі
Попелі́ (англ. Popeli) — село Дрогобицького району Львівської області. Знаходиться неподалік м. Борислав, входить до Бориславської міської громади.

## Походження й назва
За легендою, село Попелі було засновано в XII ст., і називалося воно Котовець. Назва села походила від однойменної річки, яка протікає вздовж села і зберегла свою назву досі.
За переказами, татарська навала на теперішні західні землі України не обминула Попелі. Щоб не потрапити до рук завойовників, мешканці села залишали свої домівки і переховувалися в лісі, а немічні й матері з малими дітьми — у дерев'яній церкві. Розлючені окупанти вщент спалили село, а після цього узялися до штурму християнського храму. Вони з ненавистю рубали мечами дерев'яні стіни. Під час цього штурму осколок із дерева потрапив до ока одного з воєначальників мусульман. Побоявшись кари християнського Бога, вищі військові чини наказали припинити штурм храму і залишити село.
Тривалий час у селі було тихо. Мешканці боялися виходити зі своїх сховищ. Вони все ж думали, що мусульмани десь поблизу, заховавшись, вичікують на свою жертву. Але вийшовши одні з храму, інші спустившись з гір, укритих лісом, жителі села були здивовані. На місці села вони побачили тільки згарища і попіл. Мешканці, що не встигли заховатися, потрапили в полон. З цього часу й пішла назва села Попелі.

## Місце розташування
Село Попелі розкинулося в підніжжі мальовничих Карпат. Село займає площу 420 гектарів. Населення села становить майже 3 тисячі осіб. Село межує з такими адміністративними одиницями як: промислове місто Борислав, з курортним селищем Східниця та із селами Опака, Ясениця-Сільна та Дережичі. Через с. Попелі проходить дорога обласного значення Трускавець — Мостиська. З південної частини село оточує лісовий масив.
У давнину теперішні Попелі складались із Долішніх і Горішніх Попелів, та вздовж річки Раточини розміщались Попелі Хатки. На даний час ця частина села перейшла до міста Борислава. Обидві частини села з назвою Попелі розбудовувались і з'єднались у село Попелі. Оскільки і всі старовинні села, село Попелі розмістилось вздовж річки Котовець. Але у зв'язку з програмою колишньої держави СРСР про побудову в Карпатах водосховища, жителів гірського села Довге було переселено на землі села Попелі.
На цей час у селі 12 вулиць. Площа села нагадує квартали великого міста зі своїми сільськими назвами. Місце розташування села було вигідним. З навколишніх населених пунктів через село проходили жваві економічно розвинені шляхи до міст Борислава та Дрогобича. Люди їхали і йшли пішки з гірських сіл у Борислав по продукти нафтопереробки, та в Дрогобич по сіль.
У горішньому кінці села знаходиться гора, яка дістала назву «Скала». У XIX—XX ст. люди з низинних сіл їхали в наше село по камінь. Вони тесали його з великих скелястих брил. Цей камінь за допомогою вузькоколійки відправляли до Дрогобича. Там його дробили і відправляли для будівництва залізничних шляхів та висипали дороги для колісного транспорту.

## Населення

### Мова
Розподіл населення за рідною мовою за даними перепису 2001 року:
| Мова       | Кількість | Відсоток |
| ---------- | --------- | -------- |
| українська | 2627      | 99.66%   |
| російська  | 7         | 0.26%    |
| польська   | 1         | 0.04%    |
| румунська  | 1         | 0.04%    |
| Усього     | 2636      | 100%     |

## Соціальне становище села Попелі
Безпосередня близькість села Попелі до міста Борислава погано позначилась на соціально-економічному розвитку села. Попелі були постачальником робочої сили для промислового Борислава. Жодних промислових підприємств, закладів громадського харчування в селі не було. Землі села належали колгоспу, центральна садиба якого була в Нагуєвичах.
На полях вирощували переважно багаторічні трави та злакові для сінажів, оскільки колгоспи спеціалізувалися на тваринництві. Допоміжна культура — картопля.
Також на території села знаходилось господарство на базі приватного господарства часів, коли село перебувало під польськими правителями, а потім німецькими окупантами. У цьому господарстві вирощували всі овочі, потрібні для нормального функціонування громадського харчування міста Борислава. Пізніше це господарство зробили підшефним Стрийського технікуму механізації сільського господарства. Утримували там велику рогату худобу та коней. З часом дане сільськогосподарське підприємство передали Дережицькій птахофабриці і почали вирощувати гусей, а після банкрутства птахофабрики птицю забрали, а будівлі залишились порожніми. На території села знаходилися пташники Дрогобицької інкубаторної станції, де вирощували курей продуктивного періоду, що несли яйця, а потім їх вирубували і продавали на м'ясо. У наш час[коли?] також приміщення інкубаторної станції постують.
У 1970-ті роки на землях села було пробурено свердловини для визначення якості і кількості запасів мінеральних вод. Але хоча і виявилось, що є мінеральна вода лікувальна за складом як «Моршинська», але до промислового виробництва не приступили з тієї причини, що дана вода у своєму складі має солі більше допустимої норми. А також у селі відкрито великі поклади кухонної солі. Напевне, з цієї причини мінеральні води містять такий великий вміст солей. До недавнього часу зі свердловин, що знаходяться за селом по дорозі до Дережич, брали соляну ропу і перекачували по трубопроводах у Дрогобич на сільзавод.
На мальовничій лісовій галявині в горішньому кінці села знаходиться джерело лікувальної води, аналогічної трускавецькій «Нафтусі». Але враховуючи незначні запаси цієї води, ніхто серйозно цим не займався, а до джерела в гарну погожу святкову пору часто приходять відвідувачі посмакувати цією водою.

## Пам'ятки архітектури
Найстаріша будівля села — горішня дерев'яна церква, пам'ятка архітектури XIV століття Церква Покрова Пресвятої Богородиці[недоступне посилання з квітня 2019] добре збереглася до нашого часу. Збудована на громадські кошти. У церкві збереглась цінна ікона — Попелівська Богоматір. Під час візиту в Україну Папи Римського Івана Павла II і відвідання міста Львова в червні 2001 р. подарована йому від українських віруючих. Перед тим ікона була передана Львівському мистецькому об'єднанню «Дзиґа» для реставрації. Копія цієї ікони зберігається у Львові, а друга копія в цьому храмі села.
Друга важлива споруда села — долішня церква Введення у Храм Пресвятої Богородиці[недоступне посилання з квітня 2019] була збудована греко-католицькою громадою у 1883 р. Після Львівського собору 1946 р. обидві сільські церкви були підпорядковані Московському православному патріархату.
У червні 1962 р. долішня церква була закрита. Така доля спіткала і горішню церкву. У 1989 році почали відновлювати і ремонтувати церкву. 25 червня 1989 р. була відкрита долішня церква, у той час вона була православною і в ній правив почергово з горішньою церквою от. Володимир Ільницький.
Після от. В. Ільницького на парафію надали от. Бориса Борецького. 24 грудня 1989 р. з участю от. Бориса Борецького і громади села відбулося переосвячення церкви з православної на греко-католицьку. З 3 вересня 1994 р. у село Попелі на парафію прибув молодий отець Андрій Якубів, який служить громаді досі.
14 жовтня 1996 року зусиллями громади було закладено фундамент під новий храм. Прекрасне місце в центрі села доповнюватиме нова архітектурна споруда. Уже сьогодні далеко навкруги виблискує центральний купол церкви, але робіт потрібно виконати ще дуже багато.
Читальню в селі заснував священик Микола Ясеницький 1910 р. Нову хату-читальню збудував у 1930 р. кооператив «Рідна школа» на свої власні кошти і на пожертви від колядування. Також у селі є нові гарні будівлі школи, медпункту та адміністративного будинку, у якому розміщені АТС, пошта та сільська рада. У цій будівлі викінчуються приміщення під бібліотеку та актовий зал. Найновішим надбанням села є пам'ятник: «Борцям за волю та незалежність України», який споруджений за кошти місцевої громади. Пам'ятник спорудили у 2004 році, а освятили за тиждень до президентських виборів 24.10.04 р. Цей пам'ятник є справжньою окрасою нашого села. Перше ніж споруджувати пам'ятник оргкомітет по будівництву проводив конкурс на найкращий пам'ятник героям. Проєкт цього пам'ятника схвалили всі члени оргкомітету. Виготовлений пам'ятник із чорного шліфованого граніту. Основа у вигляді сходинок залитих із бетону, де вставлені підставки для прапорів. На тумбу закріплено гранітну плиту яка у верхній частині завужена. На верху плити встановлений хрест, у центральній частині якого написано «Слова героям УПА». На плиті написані слова, які прославляють героїв:
Спіть герої сном спокійним: Україна встала,
Слава вільній Україні: і героям Слава!
Також зображено розкриту книгу, плід калини та автомат. Розкрита книга символізує, що в рядах повстанців були освічені бійці, які постійно підвищували свою фаховість та освіту. Зброя на пам'ятнику підкреслює, що бійці-повстанці не розлучались із нею ніколи. Тільки так вони могли здобути для України незалежність, так як воювали проти двох окупантів більшовицького та нацистського. Дерево калини, або його плоди є національною символікою, тому ми бачимо їх на сторінках книжок, пам'ятниках та в різних описах подій, що пов'язані з визвольним рухом на території нашої славної України.